# American Pie: Das Klassentreffen
American Pie: Das Klassentreffen (Originaltitel: American Reunion) ist eine Filmkomödie der American-Pie-Reihe aus dem Jahr 2012, bei der Jon Hurwitz und Hayden Schlossberg das Drehbuch schrieben und Regie führten. Der Film ist der achte der Reihe und der vierte mit der originalen Besetzung von American Pie – Wie ein heißer Apfelkuchen (1999), American Pie 2 (2001) und American Pie 3 (2003).
Die Premiere fand am 20. März 2012 in Los Angeles statt. Der Film kam am 6. April 2012 in die amerikanischen und am 26. April 2012 in die deutschen Kinos.

## Handlung
13 Jahre nach ihrem Schulabschluss kehren die Freunde Jim Levenstein, Kevin Myers, Chris „Oz“ Ostreicher und Paul Finch in ihre Heimatstadt für ein Klassentreffen zurück. Jim und seine Frau Michelle haben ein zweijähriges Kind und seit dessen Geburt zunehmend Eheprobleme. Kevin ist ebenfalls verheiratet und arbeitet als Architekt. Oz ist als Moderator im Sportfernsehen tätig und lebt mit seiner Model-Freundin Mia in Los Angeles. Finchs Aufenthaltsort ist unbekannt.
Bei Jims und Michelles Ankunft bei Jims Vater Noah trifft Jim auf die Nachbarstochter Kara, deren Babysitter er früher war und die am kommenden Tag ihren 18. Geburtstag feiern will. Während sich Jim, Oz und Kevin vor einer Bar treffen, taucht überraschend Finch auf einem Motorrad auf und gibt vor, in den letzten Jahren ein abenteuerliches Leben in verschiedenen Staaten Südamerikas verbracht zu haben. Als letzter stößt zufällig Stifler zur Gruppe, obwohl er nicht eingeladen war. Er arbeitet als Aushilfe bei einem Investment-Unternehmen und hat Probleme mit seinem Vorgesetzten. Es stellt sich heraus, dass die Barfrau Selena eine frühere Klassenkameradin der Jungs ist und auch Michelle vom Ferienlager kennt.
Nachdem Jim ohne Unterbekleidung in der Küche aufgewacht ist, besucht die Gruppe am nächsten Tag den Strand, wo Oz auf seine erste Liebe Heather und deren neuen Freund, einen Arzt namens Ron, trifft, wie auch Kevin auf seine Schulfreundin Vicky. Es kommt zu einem Streit mit Karas Freund A.J. und dessen Gang. Stifler rächt sich an der Gruppe, indem er ihre Kühlbox als Toilette missbraucht und ihre Jet-Skis mit seinem Pick-up aus dem Wasser zieht und dadurch zerstört.
Am gleichen Abend stoßen die Jungs zufällig auf Karas Geburtstagsfeier. Jim fährt die betrunkene Kara nach Hause. Diese ist noch Jungfrau und möchte ihre Unschuld bei ihrem früheren Babysitter Jim verlieren, zu dem sie schon immer aufschaute. Im Auto versucht sie ihn zum Sex zu verführen. Jim bleibt Michelle treu und versucht, sich Karas zu erwehren. Dabei kommt es zu einer Vollbremsung, bei der Kara bewusstlos wird. Oz, Finch und Stifler helfen Jim dabei, Kara ins Haus ihrer Eltern zu bringen. Jim und Stifler werden allerdings von A.J. beobachtet, als sie sich übers Dach davonmachen.
Am nächsten Morgen wacht Kevin nach einem Blackout ohne Kleidung neben Vicky auf und geht davon aus, dass sie Sex hatten, an den er sich nicht erinnern kann.
Stifler organisiert eine Party für den nächsten Tag, die aber mit den älter gewordenen Gästen zu einer langweiligen Stehparty wird. Jim und Michelle möchten während der Party ihr eingeschlafenes Sexleben wieder etwas aufpeppen. Außerdem bringen sie Jims Vater mit, der seit dem Tod von Jims Mutter leicht depressiv ist. Dieser wird von Stifler „abgefüllt“ und lernt Stiflers Mutter Jeanine kennen. Währenddessen wird Vicky von Kevin mit seinen Vermutungen über die letzte Nacht konfrontiert, die sie jedoch entschieden abstreitet. Mia nimmt auf der Party Ecstasy und Ron macht sich mit einer älteren Aufzeichnung von Oz’ Teilnahme an einer TV-Tanzshow über ihn lustig. Als Heather Oz trösten möchte, reden sie über ihre vergangene Beziehung und es kommt zu einem Kuss. Heather verlässt kurz den Raum und Mia taucht auf, die Oz zum Sex nötigt. Als Heather wieder auftaucht, kommt es zu einem Gerangel zwischen ihr und Mia. In einem Zimmer bekommt Jim von Michelle eine leichte Ledermontur überreicht; sie begibt sich zum Umziehen in ein anderes. Derweil wird Jim von Kara überrascht, die wieder mit ihm schlafen möchte. Sie werden vom wütenden A.J. entdeckt, was in einer Schlägerei vor allen Partygästen endet. Als die Polizei eintrifft, interessieren sich die Polizisten jedoch nicht für den Streit, sondern verhaften Finch für den Diebstahl des Motorrads.
Mia verlässt Oz. Michelle, die sich von Jim betrogen fühlt, zieht zu ihrer Großmutter. Stifler ist von alldem genervt und beschließt, am Tag des Klassentreffens zu arbeiten, um seinen Job zu retten. Beim Klassentreffen gesteht Finch, dass die von ihm erzählten Geschichten vom abenteuerlichen Leben in Südamerika gelogen waren und dass er das Motorrad von seinem Chef gestohlen hat, nachdem eine versprochene Gehaltserhöhung ausgeblieben ist. Finch arbeitet als stellvertretender Filialleiter in einer Staples-Filiale.
Als seine Freunde ihn am Arbeitsplatz aufsuchen, lässt sich Stifler von seinem Chef nicht länger ausnutzen und kündigt seinen Job. Ein befreundetes schwules Pärchen aus seinem ehemaligen Lacrosse-Team ermuntert ihn, Partyplaner zu werden und als Erstes deren Hochzeit zu organisieren. Kevin und Vicky versöhnen sich – sie hatte ihm nur die nass gewordene Kleidung ausgezogen. Finch kommt mit Selena zusammen. Oz und Heather sowie Jim und Michelle finden ebenfalls wieder zueinander. Auch die Austauschschülerin Nadia schaut vorbei. Stifler trifft bei der Party auf Finchs Mutter Rachel und kann sich nun endlich an Finch „rächen“, nachdem dieser mehrmals mit seiner Mutter geschlafen hat.
Am nächsten Morgen entschuldigen sich Jim und Kara gegenseitig beim andern. Oz hat seinen Job für eine Weile auf Eis gelegt und bleibt bei Heather. Finch will mit Selena Europa bereisen. Die fünf Freunde beschließen, sich einmal im Jahr zu treffen. Jims Vater und Stiflers Mutter gehen miteinander ins Kino.

## Produktion

### Entwicklung und Casting
Nach mehrjähriger Ankündigung einer Fortsetzung begann im April 2010 die Vorproduktion des Films. Jon Hurwitz und Hayden Schlossberg wurden für Drehbuch und Regie des Films verpflichtet. Für diesen Teil sollte die gesamte Originalbesetzung wieder vereint werden. Mit dem Slogan „Save the best piece for last“ wird angedeutet, dass es sich bei diesem Film um den letzten in der American-Pie-Reihe handeln könnte.
Im März 2011 wurde die Verpflichtung von Jason Biggs, Seann William Scott und Eugene Levy für den Film bekannt. Biggs und Scott fungierten als ausführende Produzenten und halfen, die restliche Ursprungsbesetzung zu einer Rückkehr zu überreden. Im April 2011 unterschrieben Alyson Hannigan, Chris Klein und Mena Suvari für ihre Rollen, im darauffolgenden Monat Thomas Ian Nicholas, Tara Reid, Eddie Kaye Thomas, Shannon Elizabeth und Jennifer Coolidge. Im Juni und Juli 2011 folgten als letzte Originalbesetzungsmitglieder John Cho und Natasha Lyonne.

### Dreharbeiten
Mit einem Budget von 50 Millionen Dollar liefen die Dreharbeiten von Anfang Juni bis August 2011 in Atlanta, Georgia. Ende Juni wurde in Conyers, Monroe und Woodruff Park gefilmt. Der Hauptteil wurde anschließend an der Newton High School in Covington in der Zeit vom 11. Juli bis zum 15. Juli 2011 gedreht.
In der letzten Woche im Juli wurde dann in Cumming am Lake Lanier im Mary Alice Park gefilmt.

## Rezeption

### Kritiken
Der Film wurde nach Angaben der Filmkritik-Website Rotten Tomatoes von Kritikern eher durchwachsen aufgenommen. Bei 186 erfassten Kritiken mit durchschnittlich 5,3 von 10 Punkten erhielt der Film einen Wert von 45 Prozent. Bei Metacritic erhielt er auf der Basis von 34 Kritiken einen Wert von 49 Prozent.
Auch die Kritiken deutscher Medien fielen eher durchschnittlich bis negativ aus:

„Müde Klamotte als Fortsetzung der ersten drei ‚American Pie‘-Filme, die mit abgehangenen Sex-Gags nicht gegen gesellschaftliche Prüderie rebelliert, sondern nur das Erfolgskonzept nostalgisch aufwärmt.“

„‚American Pie: Das Klassentreffen‘ – launiges, aber letztlich mutloses Revival einer Erfolgsreihe, dessen Gags so gesetzt wirken wie seine Darsteller!“

„Aber egal, wie man es dreht und wendet, ein 13. Jubiläum gibt es eigentlich nicht. So ist es einer der besten Witze in der Komödien-Fortsetzung ‚American Pie: Das Klassentreffen‘, wenn die beiden Regisseure Jon Hurwitz und Hayden Schlossberg (‚Harold & Kumar 2‘) sich inhaltliche Verrenkungen sparen und die ‚American Pie‘-Highschool-Clique einfach 13 Jahre nach ihrem Abschluss zum ‚Jubiläum‘ zusammenkommen lassen – runde Zahl hin oder her. Das wird nonchalant mit einem Halbsatz begründet. Von dieser unmittelbaren, spontan wirkenden Komik bietet ‚American Pie: Das Klassentreffen‘ jedoch über die gesamte Spielzeit zu wenig. Hurwitz und Schlossberg versuchen, den frech-frivolen Witz der drei Originalfilme wiederzubeleben, aber einigen Darstellern fehlt mittlerweile die Frische, ihn so unbekümmert wie einst vorzutragen.“

Einige Kritiker bewerteten die zahlreichen Reminiszenzen an die ersten Teile und den damit verbundenen „Nostalgiebonus“ positiv. Andererseits sei der Film daher überwiegend für Fans der ersten Teile empfehlenswert:

„American Pie 4 – Das Klassentreffen bietet eine ordentliche Portion Gags, punktet mit dem Nostalgiebonus und selbst mit ein, zwei bewegenden Momenten, die nur ab und an durch Streckerszenen verunstaltet werden. Und spätestens, wenn Stiflers Mom (Jennifer Coolidge) mit Jims Dad (Eugene Levy) anbandelt, wissen wir, wir sind wieder mittendrin!“

Es gibt auch Kritiker, die den Film als absolut gelungenes Klassentreffen bezeichnen:

„Aber lasst uns sie nicht vergessen haben, was damals, in diesem außergewöhnlichen Sommer 1999 passiert ist und lasst sie uns den verzweifelten Versuch starten lassen, noch einmal an diese Unbeschwertheit und Coolness anzuknüpfen. Und somit haben wir einen Film voller Gags die Zwerchfellschmerzen und Lachtränen verursachen, der den ‚Geist von 99‘ voll erwischt und aufleben lässt. Jeder, der damals dabei war, wird hin und weg sein und auch wer jetzt erst einsteigt, lacht sich kaputt.“

Auf dem Filmportal IMDb wird der Film mit 6,8 von 10 bewertet. 155.069 Zuschauer haben den Film dort bewertet. (Stand 22. März 2015)

### Kinocharts
In Deutschland stieg der Film in der ersten Woche mit 668.000 Zuschauern vor dem gleichzeitig gestarteten Marvel’s The Avengers mit 545.000 Zuschauern direkt auf Platz 1 ein. Damit hatte der Film den bis dahin stärksten Kinostart des Jahres zu verbuchen. Auch in der zweiten Woche blieb der Film vor Marvel’s The Avengers auf Platz 1 der Kinocharts und erreichte bis dahin in Deutschland insgesamt 1,579 Mio. Kinozuschauer. Auch in der dritten Woche blieb American Pie (225.000) auf Platz 1 vor den Avengers (215.000).
In Deutschland sahen den Film 2.505.608 Kinozuschauer, damit war er der zweiterfolgreichste Film des 1. Kinohalbjahres. (Stand: 25. Juli 2012)

### Finanzieller Erfolg
Der Film spielte bei einem Budget von 50 Mio. US-Dollar weltweit ca. 235 Mio. US-Dollar an den Kinokassen ein. Das für die amerikanische Filmindustrie besonders wichtige Einspielergebnis am ersten Wochenende (6. bis 8. April 2012) an den Kinokassen in den Vereinigten Staaten betrug 21,5 Mio. US-Dollar. Innerhalb der Vereinigten Staaten spielte der Film insgesamt 57 Mio. US-Dollar ein. Die weiteren erfolgreichsten Länder waren: Vereinigtes Königreich mit Irland und Malta (25,9 Mio. US-Dollar), Deutschland (22,9 Mio. US-Dollar), Australien (15,4 Mio. US-Dollar), Frankreich mit Algerien, Monaco, Marokko und Tunesien (12,6 Mio. US-Dollar) und Russland (11,7 Mio. US-Dollar).
Er ist der dritterfolgreichste Film der Reihe. Allerdings ist American Pie: Das Klassentreffen der erfolgreichste Film der Serie außerhalb Amerikas. Mit 177,9 Mio. US-Dollar liegt er vor dem bisherigen Spitzenreiter American Pie 2 mit 142,4 Mio. US-Dollar.

### DVD/Blu-ray
In den Vereinigten Staaten stieg der Film bereits am ersten Verkaufswochenende (11. bis 15. Juli 2012) auf Platz 1 der Homevideo-Charts ein. Seit dem 30. August 2012 ist sowohl die Blu-ray als auch die DVD auf dem deutschen Markt erhältlich. Der Film erhielt auch da erstmals die Freigabe ab 12 Jahren. Im fremdsprachigen Raum erschien wie bei den ersten drei Teilen wieder eine längere Unrated Version, allerdings ist diese in Deutschland nicht erhältlich.

### Auszeichnungen
| Jahr | Auszeichnung       | Kategorie                          | Nominierte                         | Resultat  |
| ---- | ------------------ | ---------------------------------- | ---------------------------------- | --------- |
| 2012 | Teen Choice Awards | Bester Comedy Film                 | American Pie 4: Das Klassentreffen | Nominiert |
| 2012 | Teen Choice Awards | Bester Comedy Darsteller: Komödie  | Jason Biggs                        | Nominiert |
| 2012 | Teen Choice Awards | Beste Comedy Darstellerin: Komödie | Alyson Hannigan                    | Nominiert |

## Fortsetzung
Ein fünfter Film mit dem Arbeitstitel American Pie 5 wurde ursprünglich am 4. August 2012 angekündigt, wobei Hurwitz und Schlossberg wieder als Regisseure und Drehbuchautoren tätig sein sollten. Noch im Mai 2015 verriet Tara Reid, dass es „Gespräche“ für einen fünften Kinofilm gebe, der möglicherweise in Las Vegas spielen soll. Im August 2017 sagte Seann William Scott jedoch in einem Interview, dass American Pie: Das Klassentreffen wahrscheinlich nicht erfolgreich genug gewesen sei, um einen fünften Film zu rechtfertigen.